# San Esteban (Jalisco)
San Esteban es una localidad del estado mexicano de Jalisco. Es parte del municipio de Zapopan.

## Toponimia
El nombre «San Esteban» hace referencia al santo patrono de la localidad: Esteban de Roma.

## Demografía
| Gráfica de evolución demográfica |
|                                  |

| Censo | Población |
| ----- | --------- |
| 1900  | 170       |
| 1910  | 482       |
| 1921  | 317       |
| 1930  | 521       |
| 1940  | 317       |
| 1950  | 403       |
| 1960  | 602       |
| 1970  | 523       |
| 1980  | 761       |
| 1990  | 900       |
| 2000  | 2 862     |
| 2010  | 3 726     |
| 2020  | 2 969     |